# Alice Munro

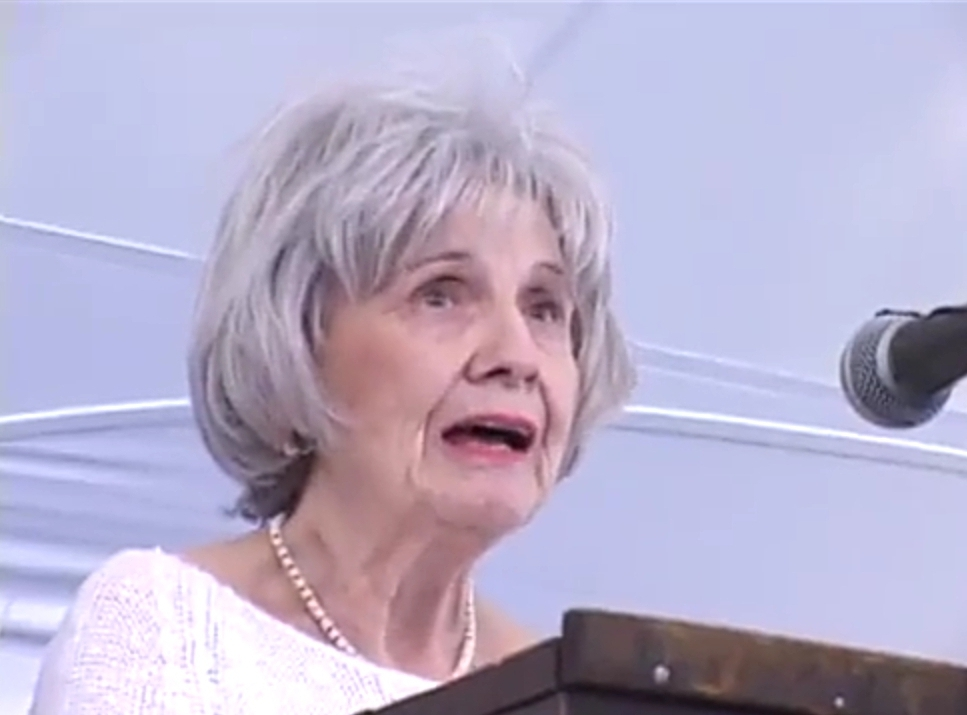
Alice Munro (2006)

Alice Munro (geborene Alice Ann Laidlaw; * 10. Juli 1931 in Wingham, Ontario; † 13. Mai 2024 in Port Hope, Ontario) war eine kanadische Schriftstellerin und Literaturnobelpreisträgerin, deren Werk mehr als 150 Kurzgeschichten umfasst und die Struktur von Kurzgeschichten revolutionierte. Ihre Geschichten, die sich durch sprachlichen Feinschliff auszeichnen, beginnen oft an einer unerwarteten Stelle; anschließend wird die Erzählung chronologisch rückwärts oder vorwärts entwickelt.
Mit ihren Erzählungen knüpfte Munro an die angelsächsische Tradition der Short Story an; sie wird oft mit Anton Tschechow, dem russischen Meister dieser Form, verglichen. In Kanada und im englischsprachigen Raum ist Alice Munro eine Bestsellerautorin. Sie wurde mit zahlreichen Preisen ausgezeichnet, unter anderem 2009 mit dem Man Booker International Prize und 2013 mit dem Nobelpreis für Literatur.

## Leben
Alice Munro wuchs als ältestes von drei Geschwistern auf einer Silberfuchsfarm in Wingham zwischen Toronto und Detroit im Süden der Provinz Ontario auf. Als sie zehn Jahre alt war, erkrankte ihre Mutter an einer seltenen Form der Parkinson-Krankheit. Zwischen 1949 und 1951 studierte Munro mit einem Stipendium Journalismus an der University of Western Ontario. Aus Geldmangel brach sie ihr Studium ab, heiratete James Munro und brachte zwischen 1953 und 1966 vier Töchter zur Welt. Die zweite Tochter starb kurz nach der Geburt. 1963 zogen Alice und James Munro nach Victoria auf Vancouver Island an der kanadischen Westküste und gründeten dort eine Buchhandlung, die heute noch existiert.
1972 trennte sich Munro von ihrem Ehemann und heiratete 1976 den Geographen Gerold Fremlin. Das Ehepaar zog auf eine Farm nahe Clinton in Ontario und später in ein Haus in Clinton. Fremlin starb dort im April 2013. Munros älteste Tochter, Sheila Munro, publizierte 2002 ihre Kindheitserinnerungen in Lives of Mothers and Daughters: Growing Up With Alice Munro.
Im Juli 2024, knapp zwei Monate nach Alice Munros Tod, veröffentlichte ihre jüngste Tochter Andrea in der Sonntagsausgabe der Zeitung Toronto Star ein Essay, in dem sie erklärte, ihr Stiefvater Fremlin habe sie seit dem Alter von neun Jahren jahrelang sexuell missbraucht. Obwohl Munro von ihrer Tochter 1992 davon in Kenntnis gesetzt worden sei und Fremlin den sexuellen Missbrauch zugegeben und sich 2005 auch gegenüber den Behörden schuldig bekannt habe, sei Munro bei ihm geblieben.

## Werdegang
Munro begann bereits im Teenageralter mit dem Schreiben. Als sie 20 Jahre alt und noch Studentin war, wurde ihre erste Short Story, The Dimensions of a Shadow (1950), veröffentlicht. Ihre erste Sammlung von Erzählungen, Dance of the Happy Shades (1968), von der Kritik begeistert gefeiert, wurde mit dem höchsten kanadischen Literaturpreis, dem Governor General’s Award for Fiction, ausgezeichnet.
1951 verkaufte Munro erstmals eine Kurzgeschichte an den einflussreichen Herausgeber und Publizisten Robert Weaver der staatlichen kanadischen Rundfunkgesellschaft CBC/Radio-Canada. Ab 1953 verkaufte sie Kurzgeschichten an die Zeitschriften Mayfair, Chatelaine und Canadian und an die literarischen Journals Queen’s Quarterly und Tamarack Review. Im Laufe der Jahre kamen viele weitere hinzu. Ab den 1950er Jahren gab Munro Autorenlesungen bei CBC/Radio-Canada. Mit der Erzählung „Peace of Utrecht“ (1960) begann Munros Karriere als gefragte Autorin. 1968 publizierte Munro in Vancouver ihre erste Sammlung und ab 1969 wurden ihre Werke in maßgebliche kanadische Anthologien aufgenommen. Teilweise verfasste Munro nun selbst die Drehbücher für TV-Adaptationen der CBC/Radio-Canada. Ab 1972 begann Munro ihre Lehrtätigkeit an Hochschulen und war 1974/75 Writer-in-Residence an der University of Western Ontario. Ab 1977 erschienen die meisten ihrer neuen Werke in The New Yorker; ab 1979 hatte Munro mit dem Blatt ein First-reading Agreement. In den 1980er Jahren war Alice Munro weltweit unterwegs, zunächst in Brisbane in Australien. 1981 folgte China, wo sie zusammen mit sechs anderen kanadischen Schriftstellern bei der Chinese Writers’ Association zu Gast war, anschließend die skandinavischen Länder. Schon vor 1990 wurde Munro für ihre Werke mit zahlreichen Preisen ausgezeichnet.
Von Munro wurden 14 Bände mit Erzählungen, die mehr als 150 Short Stories enthalten, in englischer Sprache publiziert. Hinzu kommen zahlreiche Short Stories in Zeitschriften, die bisher in keiner Sammlung enthalten sind. Für ihr Gesamtwerk wurde Alice Munro als „Meisterin der zeitgenössischen Kurzgeschichte“ („master of the contemporary short story“) mit dem Nobelpreis für Literatur ausgezeichnet. Der Preis ging zum ersten Mal nach Kanada und zum 13. Mal an eine Frau; es war zudem das erste Mal, dass ein Verfasser von Kurzgeschichten ausgezeichnet wurde.
Nach dem Erscheinen ihrer Kurzgeschichtensammlung mit dem Titel Dear Life (2012; deutsch: Liebes Leben) gab Alice Munro das Ende ihrer schriftstellerischen Tätigkeit bekannt; ihrer eigenen Aussage zufolge werde es nach Dear Life keine weiteren Bücher von ihr mehr geben, da sie nicht mehr die Energie aufbringen könne, die das Schreiben erfordert. In dem im Juli 2013 in der New York Times publizierten Artikel „Alice Munro Puts Down Her Pen to Let the World In“ wird sie mit den Worten zitiert: „There will be no more books after Dear Life […] I don’t have the energy anymore […] it’s very hard, and you get very tired […] I feel a bit tired now – pleasantly tired“ […] I feel that I’ve done what I wanted to do, and that makes me feel fairly content.
Alice Munro starb im Mai 2024 im Alter von 92 Jahren in ihrem Haus in Port Hope in Ontario, anderen Angaben zufolge in einem Pflegeheim, nachdem sie schon länger an Demenz gelitten hatte.

## Werk
Munros Erzählungen sind realitätsnah, abgründig, unsentimental und haben häufig einen offenen Schluss. Marcela Valdes schreibt, dass Munros Charaktere packend sind, weil sie – wie echte Menschen – voller Ungereimtheiten seien, die Munro mit einer Technik darstelle, die an den Pointillismus erinnert: Eine glänzende Szene an die nächste setzen, ohne auf Chronologie Wert zu legen. „Alice Munro ist als Erzählerin das, was man ‚sophisticated‘ nennt. Mag das Leben auch absurd erscheinen, bei ihr geschieht nichts ohne Hintersinn“, schreibt Gabriele Killert zu Beginn ihrer Rezension von Zu viel Glück. Munros gesamtes Schaffen zeichnet sich nach Ailsa Cox durch einen gewissen Widerstand gegen tröstliche Gewissheiten aus. Leah Hager Cohen schreibt, man atme beim Lesen im Rhythmus anderer, man sehe die Blickwinkel anderer, als ob es die eigenen wären. Munros erzähltechnische Fähigkeit, im Leser Empathie zu wecken, sei nahezu unmerklich. Alice Munro beschwöre die Lesekultur, indem diskrete Hinweise in Sachen Leiden und Hoffnung vor allem dann platziert würden, wenn ihre Figuren Bücher zur Hand nehmen, meint Michael Braun. Thomas Steinfeld stellt fest, dass fast alle Protagonisten in Munros Short Stories Frauen sind und auch ansonsten kaum männliche Figuren vorkommen. Viele der Figuren leben in prekären Verhältnissen. In Szenen und Dialogen, die gewöhnlich erscheinen, wird das Unheimliche des alltäglichen Lebens in einer globalisierten Welt sichtbar. Die paradoxe Natur von Erfahrung sei ein vertrautes Motiv bei Munro, was sich nicht selten anhand von uneindeutigen Anfängen und Schlüssen zeige, so Dennis Duffy. Die politische Dimension ist implizit und liegt darin, dass menschliche Beziehungen genau ausgelotet werden, schreibt Christopher Schmidt und zitiert Verleger Jörg Bong vom S. Fischer Verlag dahingehend, dass Munro in ihrem Werk das Paradox verkörpere, auf ganz einfache Weise vom Allerkompliziertesten erzählen zu können. Jörg Bong attestiere dem Werk von Alice Munro Größe, Weisheit, Tiefe und Bescheidenheit von einer einzigartigen Aura.
Munros Prosa zeige eine enorme Spannbreite, denn sie sei einerseits den Figuren ganz nah und gleichzeitig ungeheuer weit weg, oben. Elmar Krekeler vermutet in seiner Rezension des vierzehnten und jüngsten Bandes Liebes Leben (2012) für Berliner Morgenpost, dass der starke Sog, mit dem man in die Geschichten hineingezogen werde, aus dieser Spannbreite herrührt. Man stecke nach dem ersten Satz fest „wie die Fliege an der Klebefolie“. Die beschriebene fiktive Welt von Munro fühle sich so glaubwürdig und zwangsläufig an „wie kaum eine andere literarische Welt“.
Der kanadische Literaturwissenschaftler Tim McIntyre schreibt, in Munros Werken würden genaue Beschreibungen auf kunstvolle Weise kombiniert mit einer grundlegenden Skepsis gegenüber Sprache und Repräsentation. Durch Bewegungen zwischen Getrenntsein, Zusammengehören und erneutem Getrenntsein entstehe ein Gefühl des Lebendigen, ein Gefühl von Anwesenheit. Es werde ein kathartischer Effekt herbeigeführt, allerdings ohne dass die Erzählungen ein tröstendes Ende hätten. Zu dieser Einschätzung kommt McIntyre einführend in seiner Analyse der Kurzgeschichte „Die Jupitermonde“, einem derjenigen Werke, mit denen Alice Munro um 1980 herum ihren internationalen Durchbruch erzielte.
In seinem Review des Bandes Runaway für The New York Times im November 2004 stellt Jonathan Franzen fest, dass Munros Short Stories noch schwieriger zusammenzufassen sind als die anderer Autoren. Dennoch probiert er es aus, und zwar am Beispiel von „The Bear Came Over the Mountain“, einem Werk von 1999 bzw. 2001, das vor allem durch die Verfilmung von Sarah Polley weithin bekannt geworden ist, aus dem Band Himmel und Hölle. Franzen gibt zunächst eine Zusammenfassung, wie sie nahezu überall zu lesen ist, und nachdem er die nächsttiefere Schicht des Werks beschrieben hat, erklärt er, dass er für die dritte Ebene eigentlich nur noch zitieren wolle, um der Komplexität des Werks gerecht werden zu können.
Als erstes Werk in ihren Büchern wähle Munro oft eine Rahmenerzählung, in der auf zwei ihrer Hauptthemen fokussiert werde, nämlich auf die Tätigkeit des Lesens und Schreibens und auf die Bedeutung des Geschichtenerzählens, bemerkt Robert Lecker. Zu Beginn seines Beitrags über die Erzählung „Carried Away“ heißt es, hier gehe es um Lesen und Schreiben als historisch konditionierte Handlungen. In dieser Erzählung werde thematisiert, dass Lesen und Schreiben Leute darin beeinflusse, wie sie sich selbst im Verhältnis zu ihrer sozialen Umgebung und zur eigenen Gegenwart definieren.
„Alice never wants to be very obvious about the endings of her stories“, stellen Ann Close und Lisa Dickler Awano beim VQR Symposium 2006 über Munros Werk fest und berichten einige Details darüber, wie Munro ihre Erzählungen überarbeitet hat. Im Band Runaway (2004) etwa hätte sie am meisten an den Schlüssen von „Silence“, „Powers“ und „Tricks“ gearbeitet, und allein von „Powers“ habe Munro acht Fassungen erstellt. Auf die Frage, ob sie die Druckfahnen des Bandes nochmals lesen wolle, habe Munro gesagt: „No, because I’ll rewrite the stories.“ Als Beispiel dafür, wie Munro beim Überarbeiten Formulierungen knapper macht, ist eine Stelle aus ihrem Werk „White Dump“ geeignet, wo es am Beginn des dritten Absatzes in der Zeitschriftenversion von 1986 heißt: „On the morning of Laurence’s birthday Isabel drove into Aubreyville in the morning to get the cake.“ In der Buchversion desselben Jahres wurde daraus: „Isabel drove into Aubreyville in the morning to get the birthday cake.“ Ein weiteres Beispiel findet sich in Munros Erzählung „Post and Beam“, Abschnitt 2; hier die Zeitschriftenversion von 2000 in eckigen Klammern, die Buchversion von 2001 kursiv markiert: „In front of them was a deep ditch called Dye Creek because [the water that ran in it was] it used to run water coloured by the dye from the knitting factory.“

## Wirkung

### Filmkultur
Munros Sammlung Hateship, Friendship, Courtship, Loveship, Marriage (2001) bildet die Hintergrundinspiration für Pedro Almodóvars Film Zerrissene Umarmungen (2011), und die Protagonistin seines Films Die Haut, in der ich wohne (2011) liest Munros Sammlung Runaway (2004). Almodóvars Film Julieta basiert lose auf drei Kurzgeschichten aus der Sammlung Runaway.

### In der Forschung
Seit Anfang der 1970er-Jahre gibt es Forschungsliteratur zu ihren Werken. 2003/2004 brachte die Fachzeitschrift Open Letter. Canadian quarterly review of writing and sources eine Ausgabe mit 14 Beiträgen zu Munros Werk, das Journal of the Short Story in English (JSSE)/Les cahiers de la nouvelle widmete im Herbst 2010 den Short Stories von Alice Munro ein Special issue und im Mai 2012 publizierte die wissenschaftliche Zeitschrift Narrative fünf Analyse-Beiträge zu einem einzigen Werk von Munro, nämlich zu der Kurzgeschichte „Passion“ (2004).

### Am häufigsten publizierte Werke
Zu Munros wichtigsten Werken vor 2003 können diejenigen gezählt werden, die später zweimal und öfter in englischsprachige Sammlungen der Autorin aufgenommen worden sind:
| - „The Moons of Jupiter“ - „Simon’s Luck“ - „The Turkey Season“ - „Miles City, Montana“ - „The Progress of Love“ - „Meneseteung“ | - „Differently“ - „Friend of My Youth“ - „Carried Away“ - „A Wilderness Station“ - „Vandals“ - „The Albanian Virgin“ | - „The Love of a Good Woman“ - „The Children Stay“ - „The Bear Came Over the Mountain“ - „Hateship, Friendship, Courtship, Loveship, Marriage“ |

Für die Wirkung sind auch Werke wichtig, die auf Englisch kostenfrei online lesbar gemacht worden sind. Manchmal wird die Zugänglichkeit allerdings schon nach kurzer Zeit wieder eingeschränkt – wie dies am Beispiel der Story „Voices“ (2012) zu sehen war, die beim Telegraph inzwischen nicht mehr kostenlos online ist.
| - „Boys and Girls“ - „Queenie“ - „The Bear Came Over the Mountain“ - „Runaway“ | - „Passion“ - „The View from Castle Rock“ - „Wenlock Edge“ - „Home“ - „Dimension“ | - „Face“ - „Free Radicals“ - „Deep Holes“ - „Wood“ - „Corrie“ | - „Dear Life“ - „Gravel“ - „Train“ - „Amundsen“ |

## Werke
Zwischen 1968 und 2012 veröffentlichte Alice Munro 14 Sammlungen von Kurzgeschichten.
- Dance of the Happy Shades. 1968.
  - deutsch: Tanz der seligen Geister. Fünfzehn Erzählungen, Übersetzung von Heidi Zerning. Dörlemann Verlag, Zürich 2010, ISBN 978-3-908777-55-7 (Enthaltene Werke)
    - Darin: „Jungen und Mädchen“
- Lives of Girls and Women. 1971.
  - deutsch: Kleine Aussichten. Ein Roman von Mädchen und Frauen, Übersetzung von Hildegard Petry. Klett-Cotta, Stuttgart 1983, ISBN 3-608-95013-3 (Enthaltene Werke)
- Something I’ve Been Meaning to Tell You. 1974.
  - deutsch: Was ich dir schon immer sagen wollte. Dreizehn Erzählungen, Übersetzung von Heidi Zerning. Dörlemann Verlag 2012, ISBN 978-3-908777-56-4[51] Inhaltsverzeichnis
- Who Do You Think You Are?, 1978.[52]
  - deutsch: Das Bettlermädchen. Geschichten von Flo und Rose, Übersetzung von Hildegard Petry, Klett-Cotta, Stuttgart 1981, ISBN 3-12-905571-1 (Enthaltene Werke); NA mit durchgesehener Übers.: S. Fischer, Fft./M. 2014, ISBN 978-3-10-002220-2
- The Moons of Jupiter. 1982.
  - deutsch: Die Jupitermonde. Erzählungen, Übersetzung von Manfred Ohl und Hans Sartorius, Verlag Klett-Cotta, Stuttgart 1986, ISBN 3-608-95322-1 (Enthaltene Werke)[53]
    - Darin: „Die Jupitermonde“
- The Progress of Love, 1986.
  - deutsch: Der Mond über der Eisbahn. Liebesgeschichten, Übersetzung von Helga Huisgen, Klett-Cotta, Stuttgart 1989, ISBN 3-608-95559-3 (Enthaltene Werke)
    - Darin: „The Progress of Love“
- Friend of My Youth, 1990.
  - deutsch: Glaubst du, es war Liebe?, Übersetzung von Karen Nölle-Fischer. Klett-Cotta, Stuttgart 1991, ISBN 3-608-95754-5 (Enthaltene Werke)
    - Darin: „Meneseteung“ und „Friend of My Youth“
- Open Secrets, 1994.
  - deutsch: Offene Geheimnisse. Erzählungen, Übersetzung von Karen Nölle-Fischer, Klett-Cotta, Stuttgart 1996, ISBN 3-608-93371-9 (Enthaltene Werke)
    - Darin: „Carried Away“, „Die albanische Jungfrau“
- The Love of a Good Woman, 1998.
  - deutsch: Die Liebe einer Frau. Drei Erzählungen und ein kurzer Roman, Übersetzung von Heidi Zerning, S. Fischer, Frankfurt am Main 2000, ISBN 3-10-048811-3, und: Der Traum meiner Mutter. Erzählungen, mit einem Nachwort von Judith Hermann, Übersetzung von Heidi Zerning, S. Fischer, Frankfurt am Main 2002, ISBN 3-10-048817-2 (Enthaltene Werke)
    - Darin: „Die Liebe einer Frau“, „Save the Reaper“, „Jakarta“
- Hateship, Friendship, Courtship, Loveship, Marriage, 2001.
  - deutsch: Himmel und Hölle. Neun Erzählungen, Übersetzung von Heidi Zerning, S. Fischer, Frankfurt am Main 2004, ISBN 3-10-048819-9 (Enthaltene Werke)
    - Darin: „Hasst er mich, mag er mich, liebt er mich, Hochzeit“ und „Der Bär kletterte über den Berg“
- Runaway, 2004.
  - deutsch: Tricks. Acht Erzählungen, Übersetzung von Heidi Zerning, S. Fischer, Frankfurt am Main 2006, ISBN 3-10-048826-1 (Enthaltene Werke)
    - Darin: „Ausreißer“
- The View from Castle Rock, 2006.
  - deutsch: Wozu wollen Sie das wissen? Elf Erzählungen, Übersetzung von Heidi Zerning, S. Fischer, Frankfurt am Main 2008, ISBN 978-3-10-048827-5 (Enthaltene Werke)
    - Darin: „Die Aussicht vom Burgfelsen“ und „Home“
- Too much happiness. 2009.
  - deutsch: Zu viel Glück. Zehn Erzählungen, aus dem Englischen von Heide Zerning, Fischer, Frankfurt am Main 2011, ISBN 978-3-10-048833-6 (Enthaltene Werke)[54]
    - Darin: „Dimensionen“, „Erzählungen“, „Der Grat von Wenlock“, „Freie Radikale“, „Manche Frauen“ und „Holz“
- Dear Life. Stories, Alfred A. Knopf, New York 2012[55]
  - Liebes Leben. 14 Erzählungen, S. Fischer, Frankfurt am Main, 2013, ISBN 978-3-10-048832-9 (Hardcover)
  - Eine Auswahl davon[56] gibt es als Hörbuch: Liebes Leben, in der Übersetzung von Reinhild Böhnke, gelesen von Christian Brückner und Sophie Rois, Parlando, Berlin 2013, 6 CDs (450 Min.), ISBN 978-3-941004-53-5
    - Darin: „To Reach Japan“, „Amundsen“, „Gravel“, „Corrie“, „Train“ und Finale, bestehend aus: „The Eye“, „Night“, „Voices“ und „Dear Life“.

Zusätzlich wurden mindestens diese fünf Sammelbände publiziert:
- Selected Stories, Penguin Books, Toronto 1996, ISBN 0-14-026775-1
- No Love Lost, selected and with an afterword by Jane Urquhart, McClelland & Stewart, Toronto 2003, ISBN 0-7710-3481-4
- Vintage Munro, Vintage Books, New York 2004, ISBN 1-4000-3395-0
- Alice Munro’s Best: A Selection of Stories. With an introduction by Margaret Atwood, McClelland & Stewart, Toronto 2006, ISBN 978-0-7710-6520-0/ Carried Away: A Selection of Stories. With an introduction by Margaret Atwood, Alfred A. Knopf, New York, 2006, ISBN 0-307-26486-6
- New selected Stories. Chatto & Windus, London 2011, ISBN 978-0-7011-7988-5, (Table of Contents (PDF; 60 kB))

Auf Deutsch gibt es darüber hinaus
- Der Bär kletterte über den Berg. Drei Dreiecksgeschichten. (2008), Übersetzung von Heidi Zerning. Verlag Klaus Wagenbach, Berlin 2008, ISBN 978-3-8031-2593-4

## Verfilmungen (Auswahl)
- 1983: Boys and Girls
- 1994: Mütter und Töchter (Lives of Girls and Women)
- 2006: An ihrer Seite (Away From Her) – basierend auf der Kurzgeschichte „The Bear Came Over the Mountain“
- 2016: Julieta – basierend auf den Kurzgeschichten „Chance“, „Soon“ und „Silence“ aus dem Band Runaway

## Auszeichnungen (Auswahl)
- Governor General’s Award for Fiction
  - 1968 für Dance of Happy Shades
  - 1978 für Who do you think you are
  - 1986 für The Progress of Love
- Trillium Book Award
  - 1990 für Friend of My Youth
  - 1998 für The Love of a Good Woman
- Order of Ontario (1994)
- Giller Prize
  - 1998 für The Love of a Good Woman
  - 2004 für Runaway
- Rogers Writers’ Trust Fiction Prize
  - 2004 für Runaway
- O. Henry Award
  - 2006 für „Passion“
  - 2008 für „What Do You Want To Know For?“
  - 2012 für „Corrie“
- Mitglied der American Academy of Arts and Letters (1992)[57]
- Lorne Pierce Medal für Literatur der Royal Society of Canada (1993)[58]
- Mitglied der American Academy of Arts and Sciences (1997)
- National Book Critics Circle Award for Fiction (1998) für The Love of a Good Woman
- Man-Booker-Preis für internationale Literatur (2009)
- Ritter des Ordre des Arts et des Lettres (2010)
- Nobelpreis für Literatur (2013)